# Fontitrygon garouaensis
Fontitrygon garouaensis ist eine Stechrochenart und lebt in Nigeria und Kamerun in brackigen und Süßgewässern. Bisher wurde er im Benue, im Niger südlich der Benuemündung, in der Lagune von Lagos und im Cross River nachgewiesen.

## Merkmale
Fontitrygon garouaensis hat eine fast kreisrunde, dünne Brustflossen-Scheibe mit einer leicht vorragenden Schnauzenspitze, und erreicht eine Scheibenbreite von 40 Zentimetern. Der Schwanz ist peitschenähnlich, etwa doppelt so lang wie die Scheibe und trägt einen für die geringe Körpergröße langen Giftstachel. Die Oberseite ist grau oder braun, an den Rändern heller, die Unterseite ist weiß.

## Lebensweise
Der Rochen ernährt sich fast ausschließlich von den Nymphen der Eintagsfliege, Steinfliege und Köcherfliege, selten auch von Zweiflüglern. Im Alter von zwei Jahren wird er geschlechtsreif, Männchen erreichen fünf, Weibchen sieben Jahre. Er ist ovovivipar.
Er wird gelegentlich als Beifang eingebracht und frisch oder geräuchert verkauft. In seinem angestammten Lebensraum im Flusssystem des Niger nehmen die Bestandszahlen ab, vermutlich aufgrund zunehmender Dürren. Verbreitet ist er auch im Sanaga, die genauen Bestandszahlen dort sind aber nicht bekannt. Die IUCN bewertet seinen Status mit VU (gefährdet).

## Systematik
Die Rochenart wurde im Jahr 1962 unter der wissenschaftlichen Bezeichnung Potamotrygon garouaensis beschrieben, später dann der Gattung Dasyatis zugeordnet. Bei einer Mitte 2016 erfolgten Revision der Dasyatidae wurde die Art in die neu eingeführte Gattung Fontitrygon gestellt.